# Lac Mégantic
Der Lac Mégantic [ˌlakmegɑ̃ˈtik] ist ein See in der kanadischen Provinz Québec.

## Lage
Der Lac Mégantic befindet sich südlich von Québec, im östlichen Estrie, 6 km von der Grenze zu den USA entfernt. Die Stadt Lac-Mégantic liegt am nördlichen Ende, am Ausfluss, wo die Rivière Chaudière entspringt. Die Dörfer Marston und Piopolis liegen am westlichen Ufer. Am oberen, südlichen Ende des Sees befindet sich ein 4,7 km² großer Sumpf. Der durchschnittliche Abfluss aus dem See ist 16,9 m³/s.
Vor dem Bau von Straßen diente der See als Verbindungsweg zwischen Québec und Maine. 1775 während des Amerikanischen Unabhängigkeitskriegs haben 600 Amerikaner unter der Leitung von Oberst Benedict Arnold den See auf ihrem Weg von Maine nach Québec für ihre versuchte Invasion von Kanada benutzt.